# Variabilité du climat
Cet article concerne les variations du climat terrestre au cours des temps géologiques. Pour le changement climatique en cours, voir Changement climatique.

Principaux facteurs reconnus de changement climatique (toutes échelles de temps confondues).

La variabilité du climat (ou variabilité climatique) correspond à tous les changements du système climatique qui persistent plus longtemps qu'un évènement météorologique. Les variations climatiques se produisent à des échelles de temps intra-annuelles au million d'années et consistent en une modification des paramètres statistiques du climat global de la Terre ou de ses climats régionaux.
Ces changements peuvent trouver leur cause dans les processus climatiques terrestres (variabilité interne) ou dans influences extérieures (forçages externes). Les forçages externes peuvent être naturels (volcanisme, activité du Soleil...) ou anthropiques (notamment le changement climatique contemporain dû à l'effet de serre).
Le climat a été variable au cours de Histoire de la Terre, avec des changements climatiques entre périodes géologiques.

## Définitions
Le sixième rapport d'évaluation du GIEC donne pour définition de la variabilité du climat les « variations de l’état moyen ou d'autres statistiques (écarts-types, fréquences, extrêmes, etc.) du climat à toutes les échelles spatiales et temporelles au-delà de la variabilité propre à des phénomènes météorologiques. [Cette] variabilité peut être due à des processus internes naturels au sein du système climatique (variabilité interne) ou à des variations des forçages externes anthropiques ou naturels (variabilité externe) ». 
Le terme « changement climatique » peut désigner des changements climatiques passés ou le changement climatique contemporain d'origine anthropique :
- dans les travaux du GIEC[2], le « changement climatique » fait référence à tout changement dans le temps, qu'il soit dû à la variabilité naturelle ou aux activités humaines[3] ;
- dans la Convention-cadre des Nations unies sur les changements climatiques[4], le terme « changement climatique » désigne uniquement les changements dus aux activités humaines. La Convention-cadre utilise le terme « variabilité climatique » pour désigner les changements climatiques d'origine naturelle.

## Variabilité interne

### Variabilité intra-saisonnière et interannuelle

#### ENSO
ENSO est un acronyme composé avec les initiales des mots El Niño et Southern Oscillation (« oscillation australe »). Il s'agit du phénomène climatique et océanographique reliant le phénomène El Niño et l’oscillation australe de la pression atmosphérique. El Niño et respectivement La Niña sont des phénomènes climatiques ayant pour origine une anomalie thermique des eaux équatoriales de surface (premières dizaines de mètres) de l'océan Pacifique centre et est caractérisé par une température anormalement élevée (respectivement basse) de ces eaux. Le phénomène La Niña (la petite fille en espagnol) tire son nom du phénomène opposé El Niño. Les conséquences maritimes et climatiques de El Niño et de La Niña sont globalement inverses l'une de l'autre mais la fréquence de La Niña est différente de celle d'El Niño et les deux évènements ne semblent pas nécessairement induits l'un par l'autre. En plus de provoquer des catastrophes naturelles (sécheresses, inondations, cyclones tropicaux) les phénomènes El Niño et La Niña affectent de manière non négligeable le niveau de la mer.

## Forçages externes

### Forçages externes naturels
Parmi les sources de forçage externe naturel figurent :
- l'activité volcanique ;
- l'activité solaire, avec l'apparition et la disparition de tâches solaires, selon un cycle solaire de onze ans (voir plus bas) ;
- les paramètres orbitaux de la Terre, qui suivent plusieurs cycles (cycles de Milankovitch) à l'échelle des dizaines de milliers d'années (voir plus bas) ;
- le passage du système solaire dans un milieu interstellaire dense en hydrogène, lors duquel l'héliosphère rétrécit et l'accrétion d'hydrogène par les planètes comme par le Soleil s'accroît. L'hydrogène accrété par le Soleil augmente légèrement sa luminosité, tandis que celui accrété par la Terre réagit avec l'oxygène présent dans la haute atmosphère, ce qui pourrait accroître la formation de nuages dans la mésosphère, réduisant l'énergie solaire reçue à la surface de la planète, notamment dans les régions polaires[6].

#### Activité volcanique

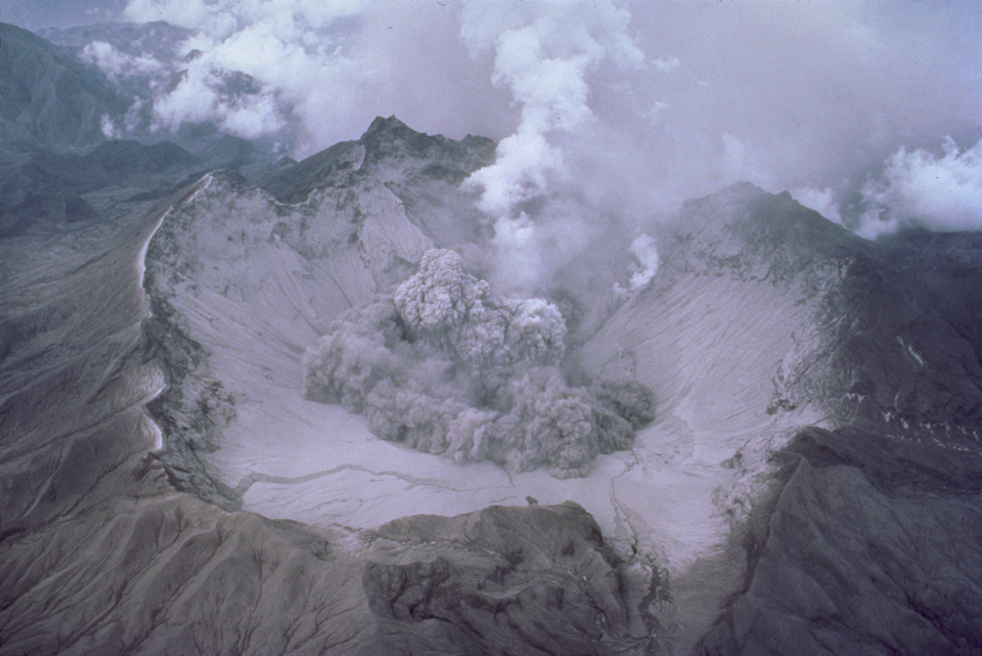
Éruption du Pinatubo en 1991.

Les émissions gazeuses des volcans ont deux effets opposés : les aérosols (émissions de SO2 et poussières) obscurcissent l'atmosphère, augmentent la pluviométrie et refroidissent le climat ; dans un second temps, les grandes quantités de gaz à effet de serre émis provoquent un effet de serre additionnel. L'effet de serre a pour conséquence, à l'instar du climat dans une serre, d'amplifier les différences de températures : s'il y a du soleil, la chaleur est conservée et réfléchie, s'il n'y a pas de soleil, la chaleur rentre plus difficilement et par conséquent il fait plus froid. La majorité des extinctions des espèces du passé semble due à une variation climatique brutale.
La chute de la météorite du Chicxulub au Mexique est souvent évoquée comme cause initiale de l'effondrement de la biodiversité à la fin du Crétacé. Selon Courtillot en 2004, les éruptions volcaniques (induites ou indépendantes de chocs météoritiques) qui ont déposé des quantités gigantesques de trapps dans le Deccan en Inde à la fin du Crétacé seraient responsables de la perturbation du climat, intervenue durant des centaines d'années, à une vitesse dépassant la cadence des adaptations évolutives possibles des espèces.
De même, la crise des trapps de Sibérie serait associée à l'hécatombe de la fin du Permien.
À une échelle infiniment moindre, des perturbations mesurables ont suivi l'éruption du Pinatubo en 1991 et, en 1783-1784, celle des Lakagígar (éruption islandaise dont le nuage a laissé une trace dans les registres de mortalité d'Europe (Courtillot, 2005)). En 1815, l'éruption du Tambora a également eu des conséquences climatiques mondiales, avec de fortes perturbations en 1816 qui sont restées dans les annales climatiques comme « l'année sans été ».

#### Cycles solaires
La théorie des cycles solaires, développée par l'Allemand Heinrich Schwabe vers 1840, puis par l'Américain George Hale en 1906, explique les faibles variations climatologiques qui ont lieu tous les onze ans, cycle correspondant à celui des taches solaires qui ont une périodicité de onze ans ; lorsque le nombre de taches solaires est important, le Soleil émet plus d'énergie (la Terre en reçoit donc plus) et donc un changement de température a lieu. Ce rayonnement influe de manière complexe sur la nébulosité (Cf. principe physique de la chambre à brouillard) et donc à la fois sur l'albédo planétaire et l'effet de serre dû aux nuages et à la vapeur d'eau. Ces taches sont plus froides (4 500 K) que la surface du Soleil (5 800 K environ), mais elles correspondent à une augmentation du rayonnement en rayons X qui peut augmenter de 1 000 fois pour 1 % dans la lumière visible dans les périodes d'intense activité. La petite période glaciaire observée entre les années 1645 à 1715, est une illustration de la théorie de l'influence des variations de température dues au cycle des taches solaires. Un nombre inhabituellement faible de taches solaires y ont été observées (minimum de Maunder).

#### Paramètres orbitaux

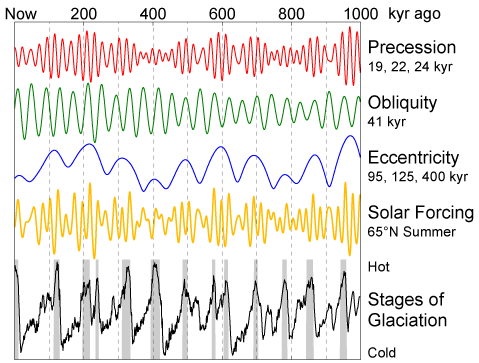
Les variations de différents paramètres et celles de la température.

À l'échelle des dizaines et centaines de milliers d'années, les variations du climat sont gouvernées par des facteurs astronomiques, les paramètres de Milanković.
Cette théorie proposée par Milutin Milanković entre 1911 et 1941, confirmée par l'étude de l'oxygène 18, et largement approuvée par la communauté scientifique explique les cycles climatiques glaciaires / interglaciaires par les variations d'excentricité, d'obliquité et de précession terrestre. Selon cette théorie, sans forçage anthropique la planète devrait entrer dans une nouvelle ère de refroidissement, ou entrer dans une phase interglaciaire exceptionnellement longue et stable (encore 50 000 ans).

#### Forçage tectonique: déplacements des continents vers les pôles
Pour comprendre l'influence des déplacements des continents, il faut d'abord savoir que les courants océaniques ont une influence très importante sur les changements climatiques, les continents n'ont en réalité pas d'influence directe sur le climat, mais ils permettent en se déplaçant la formation ou l'arrêt des courants marins.
L'exemple de l'Antarctique : avant la dislocation du supercontinent Gondwana, le climat antarctique était chaud et humide ; dès que l'Australie, l'Afrique et l'Amérique du Sud ont migré vers le nord, les divers détroits se sont ouverts et un courant océanique circulaire (appelé courant circumpolaire) commença. En quelque temps, le climat se modifia pour atteindre celui actuel avec une énorme calotte glaciaire qui se mit en place sur le continent antarctique, malgré son aridité (c'est la zone la plus aride du monde), mais toute la neige s'accumule au sol, car à −45 °C de moyenne, la pression de sublimation est négligeable ; la cause d'ablation est d'origine éolienne et sur les côtes, le vêlage des glaciers. D'autre part, le « tapis roulant » océanique tourne en environ 2 000 ans. Si la circulation thermohaline venait à être interrompue, le climat serait très nettement perturbé.
Les deux modèles informatiques de climats (américain et européen) donnent des résultats assez semblables, mais sont très largement dépendants des facteurs anthropiques.

### Forçages externes anthropiques
Alors que les changements climatiques naturels se font généralement sur de très longues périodes, ce qui implique une certaine adaptation des espèces animales et végétales, les changements anthropiques (c'est-à-dire liés aux activités humaines) sont très rapides et par conséquent menacent les écosystèmes souvent fragiles.

#### Émissions anthropiques de gaz à effet de serre

Facteurs contribuant au changement climatique de la période 1850-1900 à la moyenne de 2010-2019, tels que rapportés dans le sixième rapport d'évaluation du GIEC. Tous les facteurs énumérés sont d'origine humaine, le GIEC n'ayant constaté aucune contribution significative de la variabilité interne ou des facteurs solaires et volcaniques.

Le changement climatique constaté depuis le 20e siècle est principalement du aux activités humaines telles que l'utilisation massive d'énergies fossiles.

#### Hypothèse de l'hiver nucléaire
Un hiver nucléaire est un phénomène climatique hypothétique, de baisse globale des températures de surface, prédit comme pouvant être le résultat d'une guerre nucléaire massive. Il serait analogue à l'hiver volcanique ou à l'hiver d'impact.

## Rétroactions climatiques

### Variation de l'albédo
Cet effet n'est pas à proprement parler un facteur des changements climatiques mais un amplificateur. L'albédo est la proportion (en pourcentage) de rayonnement solaire arrivant au sol réfléchie vers l'espace. Les surfaces enneigées et glacées ont un fort albédo. Les surfaces sombres (terre) ont un faible albédo. Plus l'albédo est élevé, plus le rayonnement est réfléchi et moins il réchauffe le sol puis l'atmosphère subjacente. En effet, lorsque la Terre rentre dans une ère glaciaire, la surface occupée par les glaces augmente et donc l'albédo augmente, ce qui diminue le réchauffement du sol et de l'atmosphère subjacente et renforce ainsi l'ère glaciaire. Et inversement lorsque la Terre est en période interglaciaire.

### Sécheresse et désertification

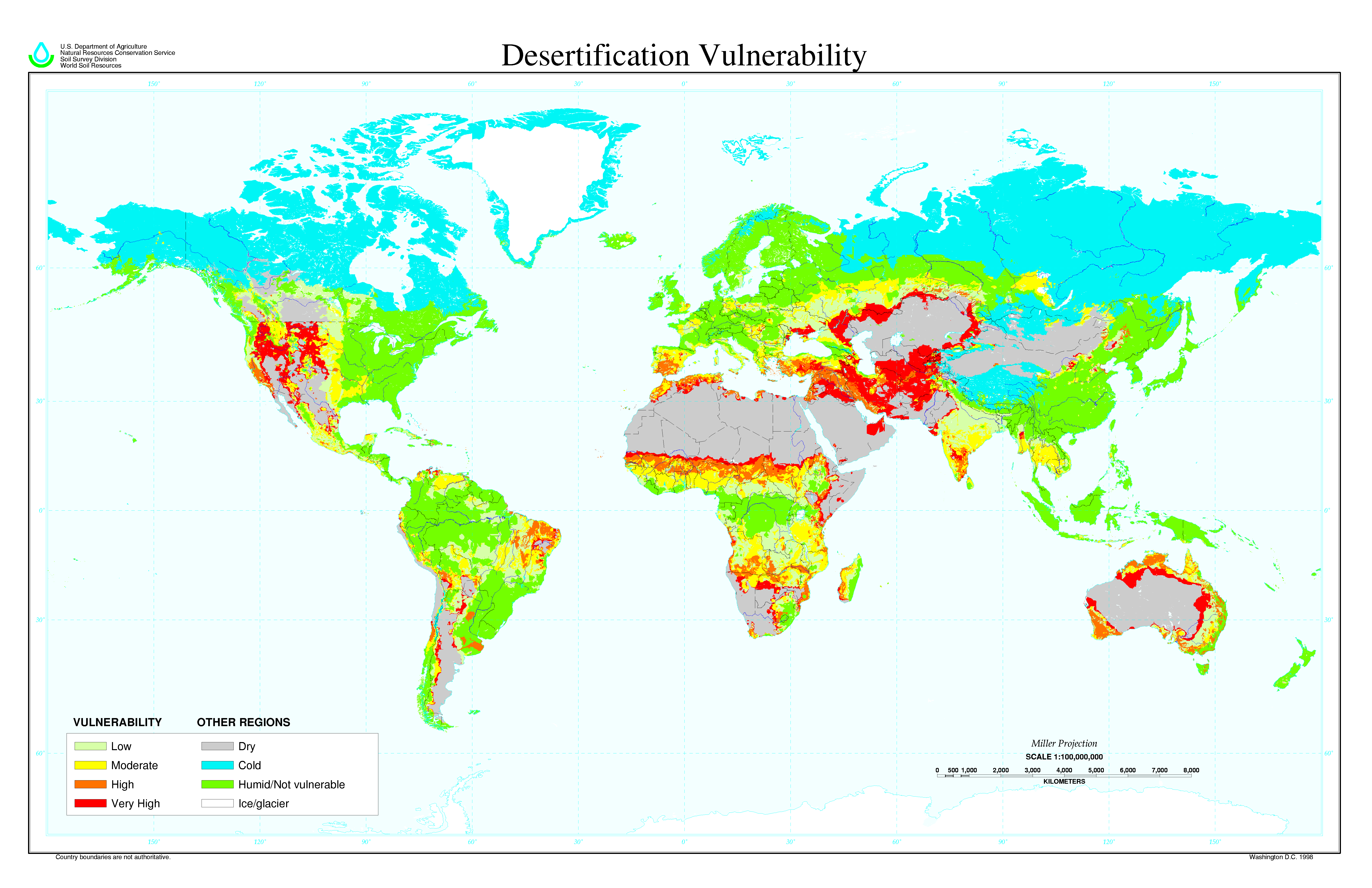
Zones vulnérables à la désertification.

Les phénomènes de sécheresse, salinisation et désertification peuvent être aggravés par les modifications du climat, notamment dans le Sahel et le désert de Gobi. La désertification peut elle-même contribuer à des modifications locales et globales du climat, exemple en favorisant les incendies de savanes ou steppes, en étant une source importante de poussières (aérosols qui peuvent influer sur la pluviométrie) et par leur albédo (plus importante qu'un milieu végétalisé).